# Melet Çayı
Melet Çayı, též Melet Irmağı, je řeka na severu poloostrova Malá Asie a v asijské části Turecka. V antice se nazývala Melanthios (polatinštěno Melanthius).

## Průběh toku
Řeka pramení na jižním svahu pohoří Giresun Dağları, které tvoří západní část Východopontských hor. Zpočátku teče směrem na západ přes město Mesudiye v provincii Ordu. Následně se stáčí na sever a údolím v Pontských horách protéká k Černému moři.
Pod městem Mesudiye je řeka přehražena hrází (souřadnice: 40°30′22″ s. š., 37°41′47,6″ v. d.), odkud je část vodního průtoku svedena asi 8 km dlouhým kanálem k vodní elektrárně. Bezprostředně za elektrárnou začíná přehrada se 118 m vysokou hrází Topçam (souřadnice: 40°36′7″ s. š., 37°44′21,6″ v. d.). Po dalších několika kilometrech je řeka opět přehražena hrází Karıca odkud je 8,5 km dlouhým tunelem svedena k po proudu vybudované elektrárně Darıca-1.
Za ní pokračuje v severním kurzu, v dolním toku protéká sídlem Kayabaşı, než pláží východně od města Ordu vyústí do Černého moře.